# 860 Ursina
860 Ursina eller 1917 BD är en asteroid i huvudbältet, som upptäcktes 22 januari 1917 av den tyske astronomen Max Wolf i Heidelberg.
Asteroiden har en diameter på ungefär 34 kilometer.